# Kamow Ka-29
Der Kamow Ka-29 (russisch Камов Ка-29, NATO-Codename Helix-B) ist eine Variante des russischen Gefechtszonentransporthubschraubers Kamow Ka-27. Er stellt eine bewaffnete Version für maritime Luftlandeoperationen dar. Seine Hauptaufgabe ist das Absetzen von Marineinfanteristen in der Gefechtszone sowie deren Unterstützung als Luftartillerie.

## Entwicklung
Nach Vergleichstests gegen den Mi-24M gewann 1973 der Ka-29 eine Ausschreibung der Marineflieger für einen neuen Gefechtszonentransporthubschrauber, der von Landungsbooten und Flugzeugträgern aus zum Einsatz kommen sollte. Unter strikter Geheimhaltung wurde auf Basis des Ka-27 die Entwicklung vorangetrieben, so dass 1976 der Erstflug erfolgen konnte. Bis zur Truppeneinführung dauerte es jedoch bis 1984. Das Hauptaugenmerk lag auf der gepanzerten Kabine und dem Einsatz von Schiffen bei jedem Wetter. So kann der Ka-29 auch bei Windböen von 20 m/s, Seegang der Stärke 5 und Extremtemperaturen von −50 °C bis +60 °C sicher operieren. Optional kann eine Rettungswinde an der Hecktür montiert werden. Die Kabine fasst 16 Marineinfanteristen oder bei SAR-Einsätzen 10 Personen. Für den Waffeneinsatz ist ein Zielsystem vorhanden, mit dem die Panzerabwehrlenkwaffen gelenkt werden können.

## Varianten
- Ka-29RLD – alte Bezeichnung für den Ka-31
- Ka-29TB – Gefechtszonentransporthubschrauber

## Technische Daten
| Kenngröße             | Daten                       |
| --------------------- | --------------------------- |
| Rotordurchmesser      | jeweils 15,90 m             |
| Länge                 | 11,60 m                     |
| Höhe                  | 5,4 m                       |
| Leermasse             | 5.560 kg                    |
| Startmasse            | max. 12.600 kg              |
| Höchstgeschwindigkeit | 250 km/h                    |
| Reisegeschwindigkeit  | 225 km/h                    |
| Reichweite            | 800 km                      |
| Passagiere            | 16                          |
| Besatzung             | 2                           |
| Triebwerke            | zwei Klimow/Isotow TW3-117W |
| Leistung              | je 1.659 kW (2.256 PS)      |

## Bewaffnung
Rohrbewaffnung

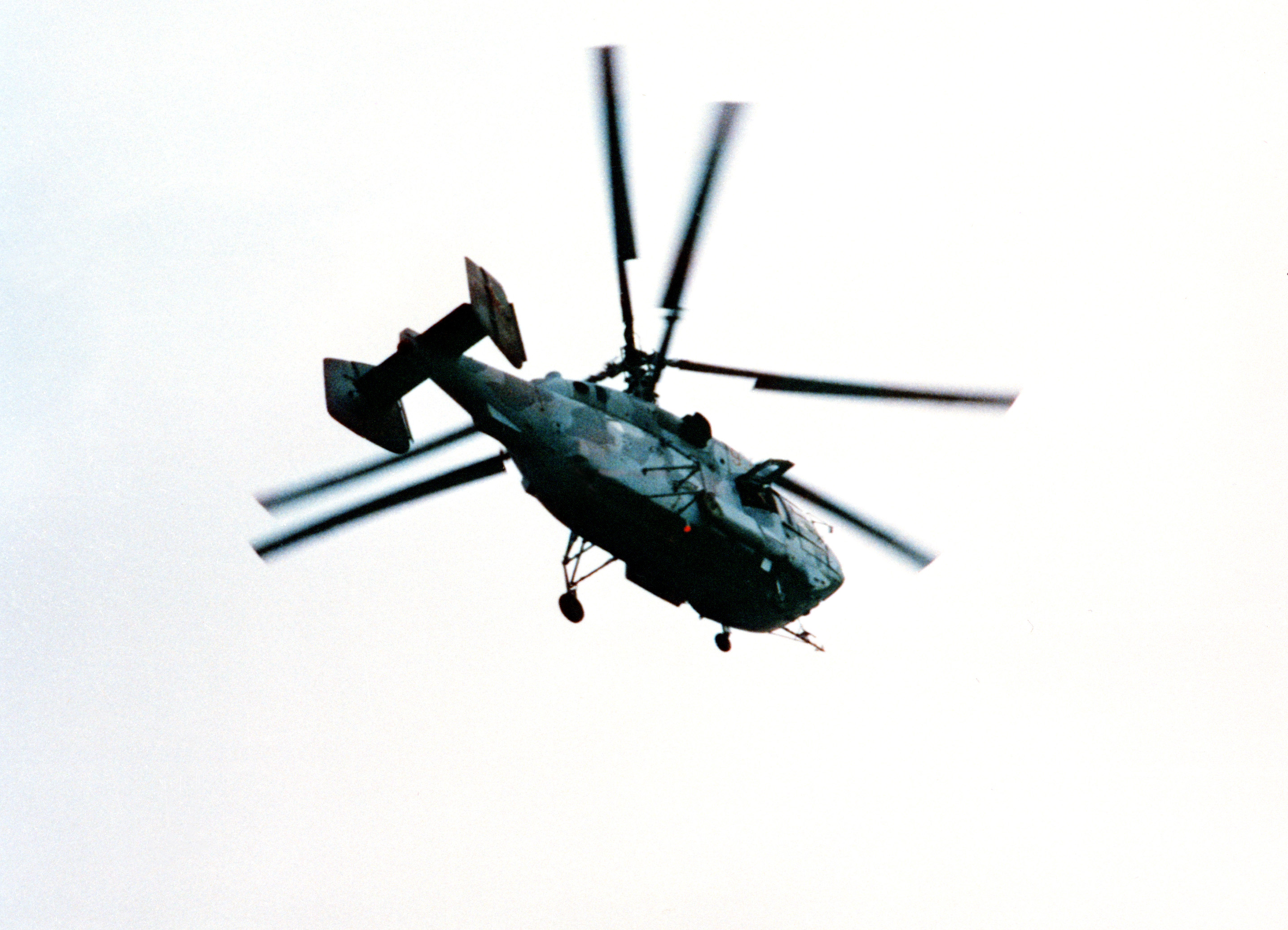
Kamow Ka-29 der russischen Marine

- 1 × KBP GSchG-7,62 (9A622) – vierläufiges 7,62-mm-Revolvermaschinengewehr in einer beschränkt schwenkbaren Halterung im Bug mit 1.800 Schuss Munition
- 1 × 30-mm-Maschinenkanone Schipunow 2A42 an der Backbordseite mit 250 Schuss Munition in einem Trommelmagazin.

Bewaffnung bis zu 1.500 kg an vier externen BD3-57KrW-Außenlaststationen unter den beiden Auslegergestellen
Luft-Boden-Lenkflugkörper
- 2 × Startschienengestell für je 4 × Kolomna 9M114M1 „Schturm-W“ – funkferngesteuert (SACLOS) zur Panzerabwehr

Ungelenkte Luft-Boden-Raketen
- 4 × B-8W20A1-Raketen-Rohrstartbehälter für je 20 ungelenkte S-8-Luft-Boden-Raketen im Kaliber 80 mm
- 4 × UB-32A-73-Raketen-Rohrstartbehälter mit je 32 ungelenkte S-5-Luft-Boden-Raketen im Kaliber 57 mm

Freifallende Bomben
- 2 × ZB-500 (500-kg-Brandbombe)
- 2 × RBK-250-275 (275-kg-Streubombe)

Externe Behälter
- 2 × Basalt KMGU-2 (270-kg-Submunitionsbehälter für Kleinbomben und Minen)
- 2 × UPK-23-250-Maschinenkanonen-Behälter (doppelläufige 23-mm-Maschinenkanone Grjasew-Schipunow GSch-23L mit 250 Schuss Munition)
- 2 × GUW-8700 (9A669) – Universalbehälter für ein JakB-12,7-mm-MG (9A624 analog Kinnturm) 750 Schuss Munition und zwei vierläufige 7,62-mm-9A622-Gatling-Maschinengewehre mit 1800 Schuss Munition
- 2 × GUW-8700 (9A800) – Universalbehälter für einen 30-mm-Granatwerfer AGS-17 Plamja mit 300 Schuss Munition

## Selbstverteidigungssysteme
- 4 × Gorizont JSC APP-50-Täuschkörperwerfer mit je 12 × 50-mm-Täuschkörpern seitlich angebracht[1]
- 1 × SOMS L-166W „Ispanka“-Infrarot-Störstrahler (IRCM) auf dem Treibwerkblock

Passive Maßnahmen
- 2 × LIP-Radarwarnsensor[2]

## Nutzer
Bei Kamow in Kumertau wurden insgesamt 59 Ka-29-Serienhubschrauber gefertigt.	
- Russland (russische Marineflieger, russische Marine) (15 Ka-29 aktuell im Dienst)[3]

30 × Ka-29TB
- Ukraine (ukrainische Marineflieger, ukrainische Marine)

29 × Ka-29TB